# Pixiv
Pixiv (яп. ピ ク シ ブпікушібу) — японська соціальна мережа для митців і комерційна онлайн-галерея заснована в 2007 році. Цей вебсайт налічує понад 50 млн користувачів та понад 100 млн завантажених робіт. Аудиторію сайту переважно складають користувачі східноазійських країн і США.

## Можливості

### Сторінка користувача
Зареєструвавшись на сайті, користувач отримує змогу переглядати його вміст, публікувати власні роботи, отримувати новини про вподобаних митців, коментувати роботи та низку розширених опцій зі спілкування. Сайт зосереджений на малюнках, манзі та графічних романах. Дозволяється публікувати будь-які роботи будь-якого рівня виконання. На сторінці користувача відображаються три основні вкладки: «Домівка» (ім'я, аватарка і фон, короткий опис і останні роботи), «Галерея» (містить публікації з зображеннями та їх головними теґами) та «Обране» (вподобані роботи інших користувачів). Додаючи інших користувачів до списку спостереження, користувач Pixiv може зробити їх прихованими. Тоді ніхто інший не зможе їх бачити в списку. Так само можна приховувати окремі дописи, котрі відображатимуться в окремому розділі вкладки «Обране».
На основі колишніх дій сайт пропонує посилання на сторінки потенційно цікавих користувачів і їхні роботи. В окремому розділі сайту зібрано посібники з малювання від обраних митців, а також ідеями для творчості: темою дня, рейтингом пошуків, змаганнями та подіями.
За певну плату (¥15 на день) пропонуються Premium-можливості. Це більше опцій при пошуку, огляд історії дій на сайті, відключення реклами, блокування робіт за теґами, об'єднання дописів у теки, інфографіка свого профілю, можливість замінювати зображення в наявних публікаціях, відкладене публікування за розкладом, компонування творів у формат .pdf. Також Premium-користувачі отримують безкоштовний доступ до програми Clip Studio Paint, відібраних лекцій з малювання, та знижок.

### Публікація робіт
Публікуючи роботи, користувач вказує назву, теґи, публічність та чи допускається перегляд твору неповнолітніми. До допису можуть додаватися опитування й додаткова інформація, така як засоби, якими виконано роботу. В одній публікації може бути багато зображень (до сотень). Натиснувши на число, що позначає кількість робіт, користувач отримує галерею мініатюр, щоб швидко вибрати потрібну. Звичайні користувачі після публікації не можуть замінити зображення, але можуть редагувати назву та іншу інформацію.

### Спілкування
Користувачі можуть коментувати роботи одні одних, додавати їх в обране, а також обмінюватися особистими повідомленнями. Крім того пропонується об'єднуватися в групи за інтересами. Митці можуть транслювати процес малювання в прямому ефірі.

## Історія
Сайт було засновано програмістом і художником Такахіро Камітані під псевдонімом Bakotsu. Він прагнув створити вебсайт, де творці ілюстрацій та зацікавлені ними люди могли б вільно спілкуватися. Бета-тестування Pixiv стартувало 10 вересня 2007 року. Першою завантаженою на сайт ілюстрацією став малюнок чайника, виконаний Камітані. Вже за 20 днів після запуску кількість користувачів перевищила 10 тис. чоловік, а до кінця 2007 року перевищила 50 тис. До того часу було завантажено понад 30 тис. робіт. Pixiv отримав свого маскота — дівчинку Піксів-тан. Наповнення сайту розвивалося під сильним впливом аніме, манґи та проєкту Vocaloid. Камітані стало важко підтримувати Pixiv власноруч, тому 1 жовтня 2007 була заснована корпорація Crooc Inc. Сайт було оновлено 18 грудня 2007, коли він набув нового дизайну. 1 листопада 2008 Crooc Inc. була перейменована в Pixiv Inc.
У 2008 на сайті було зареєстровано вже 500 тис. користувачів. Це створювало велике навантаження на сервери, тому тимчасово нові реєстрації відбувалися лише за запрошеннями. З 2009 року сайт став комерційним, продаючи манґу та пропонуючи платні можливості. Наступного року було видано мобільний застосунок Pixiv. Сайт був спочатку доступний лише японською мовою. Наступною мовою було впроваджено китайську, а на початку 2011 року з'явилася англійська версія. Землетрус 2011 року посприяв тому, що багато манґи було опубліковано в електронному варіанті на Pixiv.
З розвитком сайту зростала кількість користувачів і в 2014 році перевищила 10 млн. Функціонал Pixiv розширювався магазинами манґи та сувенірних товарів. З 2016 впроваджено відеоколекції. В 2018 році на сайті було зареєстровано понад 30 млн користувачів та завантажено понад 75 млн робіт. В 2020 кількість зареєстрованих користувачів зросла до 50 млн, а кількість робіт до 100 млн.
За оновленими умовами, з 15 грудня 2022 Pixiv припинив можливість заробляти на матеріалах, які зображають неприйнятну поведінку. Водночас не було пояснено що саме мається на увазі, хоча подібні зміни на японських порнографічних сайтах DMM.com і FANZA 20 серпня дали підстави вважати, що мова про порнографію.